# Портрет Бальдассаре Кастильоне
Портрет Бальдассаре Кастильоне — картина Рафаэля Санти, написанная около 1514—1515 годов. Портрет, изображающий друга Рафаэля Бальдассаре Кастильоне, известного итальянского писателя и дипломата, считается одной из выдающихся работ эпохи Ренессанса, оказавшей значительное влияние на развитие портретной живописи.

## История
Возвышение Кастильоне в аристократических кругах шло параллельно с растущим признанием Рафаэля в качестве придворного живописца урбинского герцога Гвидобальдо да Монтефельтро. Ко времени второго визита Кастильоне в Урбино в 1504 году они уже были близкими друзьями. В 1505 году герцог заказал Рафаэлю портрет английского короля Генриха VII, и именно Кастильоне отправился в Англию, чтобы представить монарху законченную картину. Предполагается, что Кастильоне послужил научным консультантом Рафаэля при создании фрески «Афинская школа» и что портрет писателя запечатлён на ней в образе Заратустры.
Портрет Кастильоне, вероятно, имел глубоко личную значимость для самого писателя, так как сохранилось его стихотворение с описанием картины как утешения для жены и сына, которых он вынужден был оставить во время своей поездки в Рим.
В 1661 году картину приобрёл Людовик XIV у наследников кардинала Мазарини, и в настоящее время она хранится в Лувре.

## Описание
Картина имеет пирамидальную композицию. Она является одной из всего двух картин Рафаэля, изначально написанных на холсте (ранее считалось, что её перенесли на холст с доски). На имеющихся копиях картины XVII века руки Кастильоне изображены полностью, что привело к предположению об отрезании нескольких сантиметров оригинала снизу (позднее это предположение не подтвердилось). Кастильоне изображён сидящим на фоне землистого цвета в тёмном дублете, отделанном беличьим мехом и чёрной лентой. Этот явно не летний наряд указывает на вероятное время написания портрета — зиму 1514—1515 годов, когда Кастильоне находился в Риме по поручительству от Гвидобальдо да Монтефельтро к папе Льву X. Лицо Кастильоне направлено почти строго фронтально к зрителю, волосы завёрнуты в тюрбан, украшенный беретом с надрезанными краями и медальоном. Мягкие контуры одежды писателя, округлая борода, весь его облик в целом передают утончённость, ранимость и чувствительность личности, что зачастую свойственно портретам Рафаэля позднего периода. Необходимость самосовершенствования культурного человека как в изящных манерах, так и в умении одеваться, раскрыта самим Кастильоне в сочинении «Придворный», идеи из которого впоследствии получили развитие в английской литературе, в частности, в пьесах Бена Джонсона и Уильяма Шекспира.
Элегантность Кастильоне на портрете полностью согласуется с исполнением самой картины. Её композиция и общая атмосфера вызывали предположение о влиянии «Моны Лизы», которую Рафаэль мог видеть в Риме. Искусствовед Лоуренс Гоуинг отмечает в портрете как совершенное благородство контуров и спокойную чистоту классической живописи, так и явное предвосхищение стиля барокко. При этом он обращает внимание на контринтуитивное обращение художника с серым мехом, противоречащее традиционному моделированию формы — направленные к свету области затемнены, а ткань, находящаяся в тени, напротив, отдаёт сиянием. Искусствовед Джеймс Бек определил портрет Бальдассаре Кастильоне, как окончательное решение портретной мужской живописи в эпоху Ренессанса.

## Влияние
Несмотря на неопределённости в критической оценке работы Рафаэля, она вызывала неизменное восхищение у других художников. Портрет имел несомненное влияние на Тициана, который мог впервые увидеть его в доме самого Кастильоне в Мантуе. Тицианов портрет Томмазо Мости общепринято считается написанным под влиянием картины Рафаэля и отражающим представление Кастильоне об идеалах личности придворного. В 1639 году Рембрандт сделал эскиз картины во время аукциона в Амстердаме, где она была выставлена на торги, и впоследствии использовал увиденную композицию в нескольких автопортретах. Одну из копий портрета, ныне хранящуюся в институте искусства Курто, выполнил Питер Пауль Рубенс. Обе версии — и Рембрандта, и Рубенса — демонстрируют полный расцвет барокко, что значительно отличает их от мягкой сдержанности оригинала. В XIX веке Жан Огюст Доминик Энгр выбрал для портрета Луи Франсуа Бертена раму, полностью аналогичную раме портрета Кастильоне, возможно, подчёркивая как собственные амбиции, так и сходство картин в исключительном иллюзионизме и выбранной цветовой палитре. На рубеже XX века копию картины выполнил Анри Матисс, после чего Поль Сезанн высочайшим образом оценил оригинал Рафаэля, отметив идеальный баланс различных цветовых областей в единстве целого.

## Известные работы, написанные под влиянием портрета Бальдассаре Кастильоне

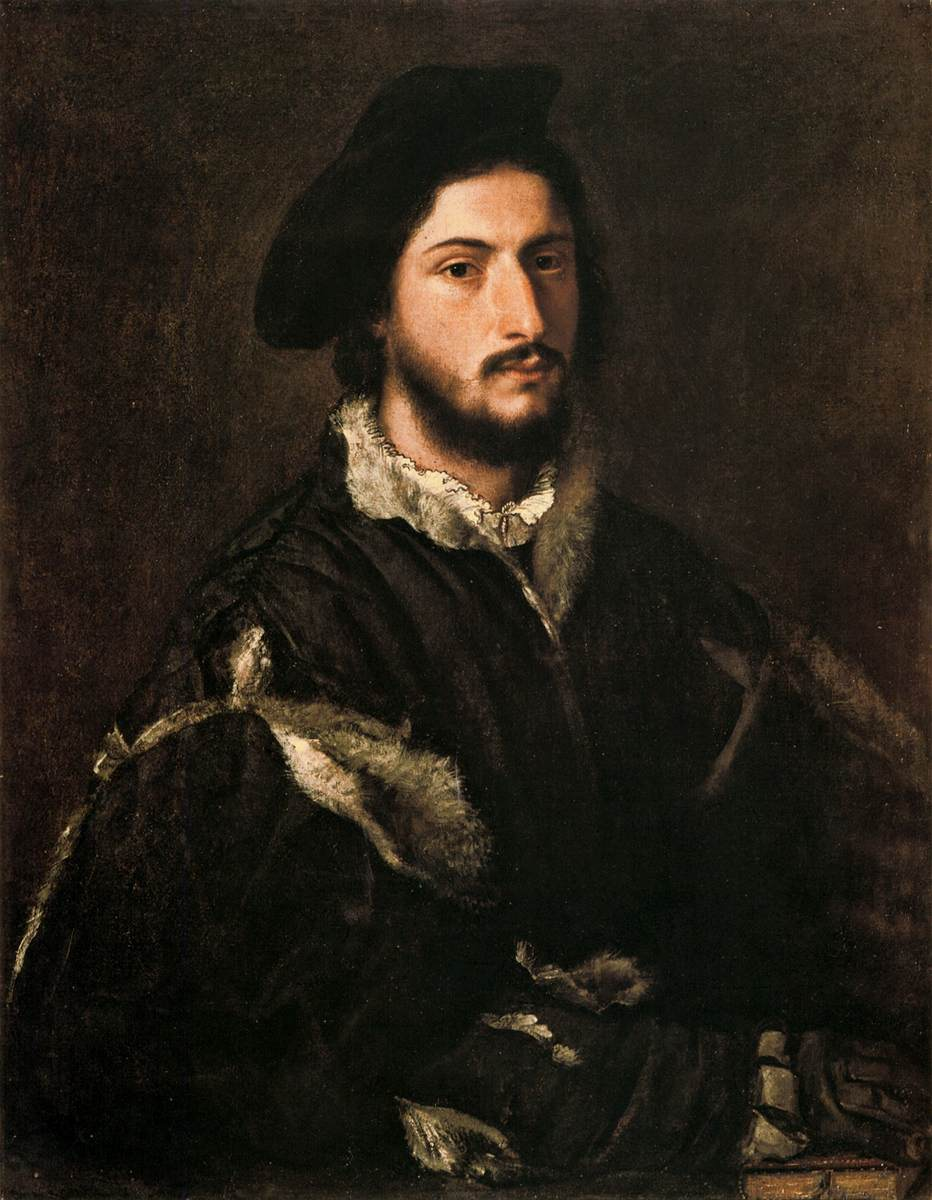
Тициан, Портрет Томмазо Мости, ок. 1520.
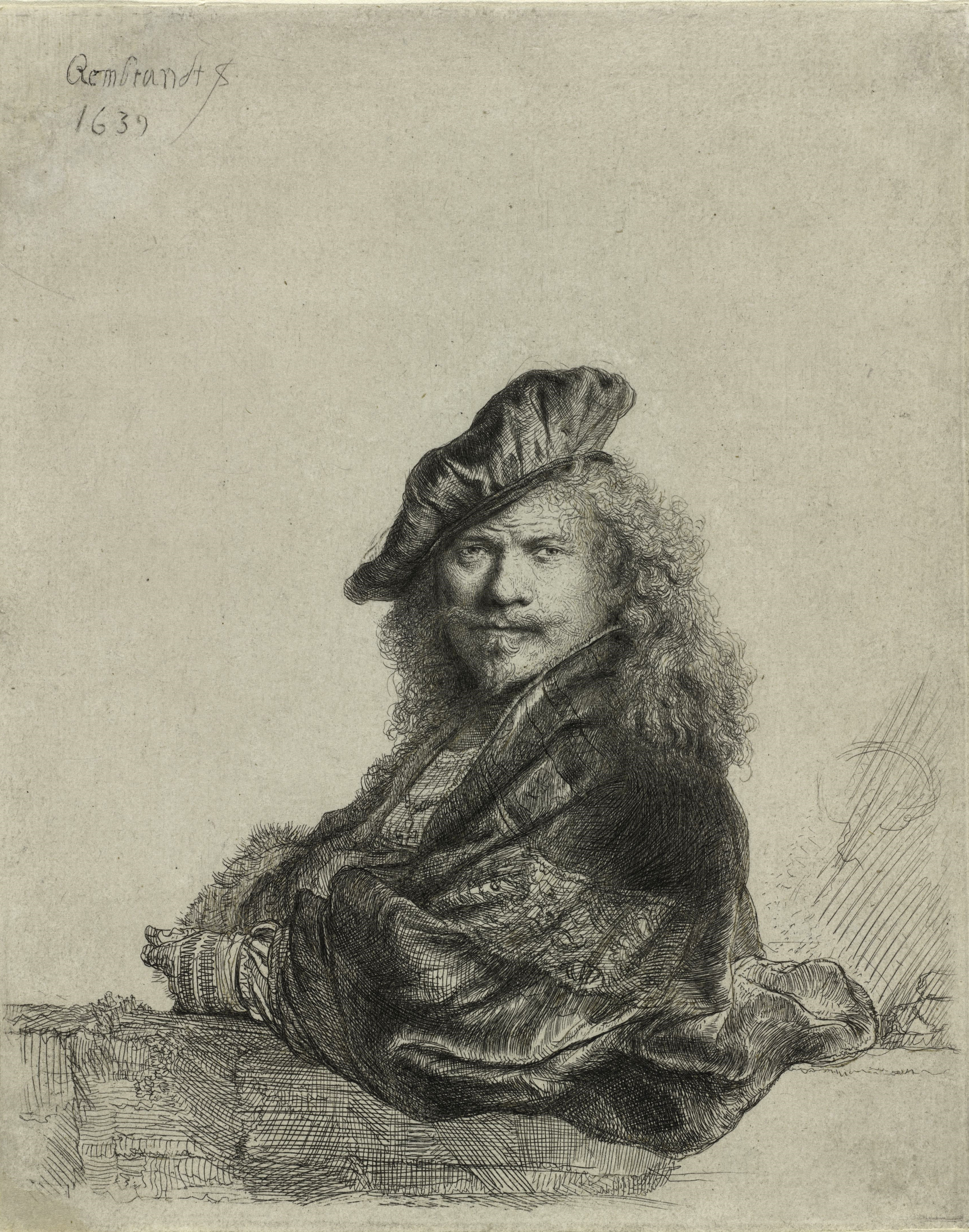
Рембрандт, Автопортрет у каменного подоконника, гравюра, 1639.
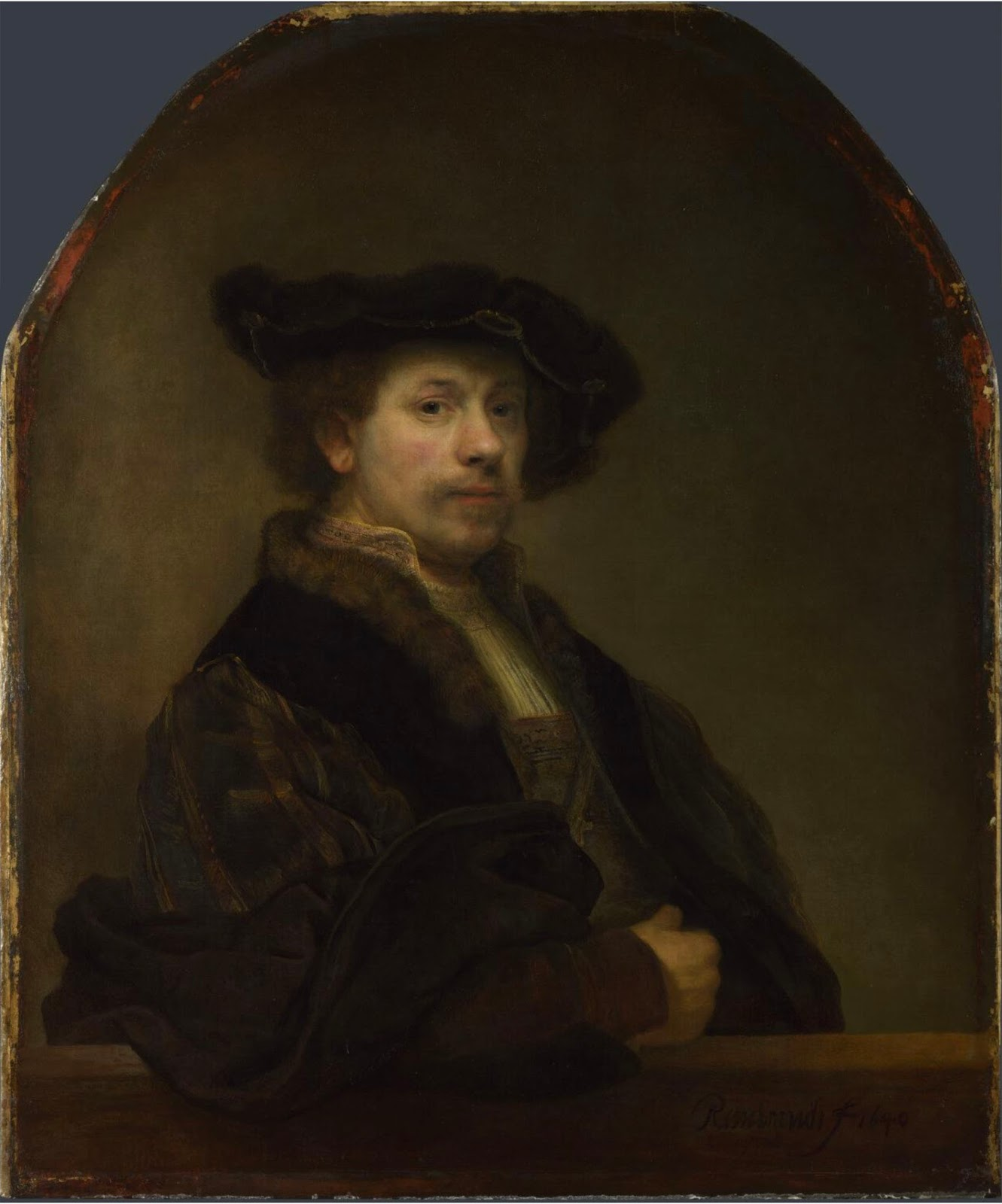
Рембрандт, Автопортрет, 1640.
Рембрандт, Автопортрет в берете и с поднятым воротником, 1659.[12]

## Фильмография
- «Портрет друга-придворного», фильм Алена Жобера[фр.] из цикла «Палитры» (Франция, 1994).